# Live från välfärden
Live från välfärden är Anders F. Rönnbloms första officiella live-dvd, inspelad i Victoriateatern i Malmö den 5 och 6 mars 2010. Den recenserades bland annat i DN, Gaffa samt på Obladoo.

## Låtlista
1. Rosen i regnet
2. Eld och vatten
3. Billys väntan på Isabell
4. Bara vara nära dig
5. Opium
6. Ett samhälle i sönderfall
7. Boulevardminnen
8. Mamma hjälp mig
9. Komedia
10. Välkommen till verkligheten
11. Shopping center
12. Dimman ligger tät
13. Annabeenox
14. Visst älskar jag dig och dina arbetarbarn
15. Drömguide
16. Kokofån
17. Tolv tiggare
18. Kyss min hand och min tamburin
19. Jag kysste henne våldsamt
20. Drömde

Bonusmaterial
1. Extra Extra: Inga gränser
2. Salladsdagar i logen
3. Intervju
4. Jesus, Marx och Billy The Kid
5. Verkligheten i studion